# Éparchie de Braničevo
Pour les articles homonymes, voir Braničevo.
L'éparchie de Braničevo (en serbe : Епархија браничевска et Eparhija braničevska) est une éparchie, c'est-à-dire une circonscription de l'Église orthodoxe serbe. Elle a son siège à Požarevac. En 2016, elle est administrée par l'évêque Ignatije.

## Subdivisions territoriales
L'éparchie de Braničevo compte 5 archidiaconés (arhijerejska namesništva), eux-mêmes subdivisés en 116 municipalités ecclésiastiques (crkvene opštine) et en 132 paroisses (parohije) : Požarevac, Smederevo, Petrovac, Svilajnac et Paraćin.

## Monastères
L'éparchie de Braničevo abrite les monastères suivants :